# 2003-as magyar vívóbajnokság
A 2003-as magyar vívóbajnokság a kilencvennyolcadik magyar bajnokság volt. A bajnokságot december 12. és 13. között rendezték meg Budapesten, a Nemzeti Sportcsarnokban.

## Eredmények
| Versenyszám          | Arany                   | Arany | Ezüst                         | Ezüst | Bronz                                                     | Bronz |
| -------------------- | ----------------------- | ----- | ----------------------------- | ----- | --------------------------------------------------------- | ----- |
| Férfi tőrvívás       | Juhász Bence MTK        |       | Marsi Márk MTK                |       | Sógor Csaba Gödöllői EACJuhász Attila Vasas SC            |       |
| Férfi párbajtőrvívás | Boczkó Gábor Bp. Honvéd |       | Kulcsár Krisztián Bp. Honvéd  |       | Kovács Iván BVSCGömöri Zsolt BVSC                         |       |
| Férfi kardvívás      | Nemcsik Zsolt Vasas SC  |       | Decsi Tamás BSE               |       | Ferjancsik Domonkos Vasas SCNagy Zsolt Vasas SC           |       |
| Női tőrvívás         | Mohamed Aida MTK        |       | Jeszenszky Szilvia Bp. Honvéd |       | Varga Katalin Bp. HonvédBerta Adrienn Csata DSE-Csepel SC |       |
| Női párbajtőrvívás   | Kiskapusi Dóra MTK      |       | Hormay Adrienn MTK            |       | Mincza Ildikó MTKRévész Julianna BVSC                     |       |
| Női kardvívás        | Nagy Orsolya Újpesti TE |       | Vécsey Anna Újpesti TE        |       | Zámbó Veronika BSEVarga Dóra Csata DSE-Csepel SC          |       |